# Ziegelstadel (Bad Grönenbach)
Ziegelstadel ist ein Ortsteil des schwäbischen Marktes Bad Grönenbach im Landkreis Unterallgäu (Bayern).

## Geografie
Der Weiler liegt an einem Osthang, rund eineinhalb Kilometer nordwestlich von Bad Grönenbach. Eine Stichstraße führt zur Kreisstraße MN 19.